# San Leucio
San Leucio är en frazione i Caserta comune i regionen Kampanien i södra Italien. Den är mest känd som rekreationsort utvecklad kring en gammal silkesfabrik, uppsatt på världsarvslistan 1997.
Frazionen ligger 3,5 km nordväst om Caserta, 145 m över havet.

## Historia
År 1750 utsåg Karl VII av Neapel, under inrådan av minister Bernardo Tanucci, platsen , ursprungligen en kunglig jaktstuga för släkten Acquaviva (idag restaurerad, och känd som Palazzo del Belvedere), för ett ovanligt socialt och tekniskt experiment, en annorlunda produktionsmodell baserad på tekniska innovationer och uppmärksamheten för arbetarnas bbehov. Under de tidiga åren, var rekreationsorten San Leucio en plats för njutning och ett kungligt jaktreservat, byggt på ruinerna av Saint Leuciokyrkan, där Vanvitelliakvedukten bar vatten till Slottet i Casertas vattenfall, ritat av Vanvitelli. Karls son, Ferdinand I, hade en egen jaktstuga i området. Han var en mycket skicklig jägare som ogillade hovlivets nöjen och lyx.
Det var här som Karl och den unga Ferdinand 1769 byggde en silkesfabrik. Komplexet förvandlades till en produktionsplats för silke och industriella byggnader uppfördes, som var relativt unika i slutet av 1700-talets Europa. Arkitekten Francesco ritade dessa industribyggnader, där bullriga vävstolar installerades intill kungliga lägenheter och ett vardagsrum blev ett kapell för arbetarna.
En ny by byggdes för arbetarnas bostäder och ett stort antal silkesvävare växte till denna instustristad, som 1789 var ansedd som "Real Colonia dei Setaioli" (Silkesvävarnas kungliga koloni). Kungen hade planerat att utvidga den till en riktig stad, kallad Ferdinandopoli, men projektet stoppades genom Frankrikes invasion.
I San Leucio användes den tidens mest avancerade teknik i Europa genom hela processen till de färdiga produkterna. Medlemmarna i kolonin hade privilegierad status med ett modernt socialt skyddssystem. Revolutionen 1799 stoppade det fullständiga förverkligandet av Ferdinandopoli, men San Leucio växte ytterligare under franskt styre från 1806 till 1815.

## Nutid
Kung Ferdinands arv finns ännu kvar idag genom de lokala silkes- och textilföretagen, som arbetar på internationell nivå för viktiga utländska kunder som Buckingham Palace, White House, Palazzo del Quirinale, Palazzo Chigi.
San Leucio hyser ett Levande silkesmuseum med några gamla restaurerade originalvävstolar och -maskiner och som visas innanför Belvedere gårdsplan, och visar alla faser av silkesproduktionen, från de gamla vävstorlarna och maskinerna till färdiga produkter. Sedan 1997 är San Leucio uppsatt på världsarvslistan som en del i världsarvet 1800-talets kungliga palats i Caserta med parken, Vanvitelliakvedukten och San Leucio-komplexet. Sedan 1999 hålls under sommarmånaderna Leuciana Festival, för att marknadsföra Belvedere i San Leucio och dess park.